# Île de Tambo
L'île Tambo est une île espagnole située en Galice, dans la province de Pontevedra, au milieu de la ria de Pontevedra, en Espagne. Elle appartient à la commune de Poio, dont elle est séparée par un canal de 1,1 km de long mais peu profond.

## Géographie
L'île a une superficie de 0,28 km2, avec une hauteur maximale de 80 m au mont San Facundo, bien que toute sa partie centrale dépasse les 50 mètres de hauteur. Son périmètre atteint 4 km.
Elle est ovale et a une forme pyramidale typique, entièrement recouverte d'arbres, notamment d'eucalyptus. Sur son côté sud se trouve une petite péninsule sur laquelle se trouve un vieux phare construit en 1926 qui lui donne sa forme caractéristique et qui est toujours actif.

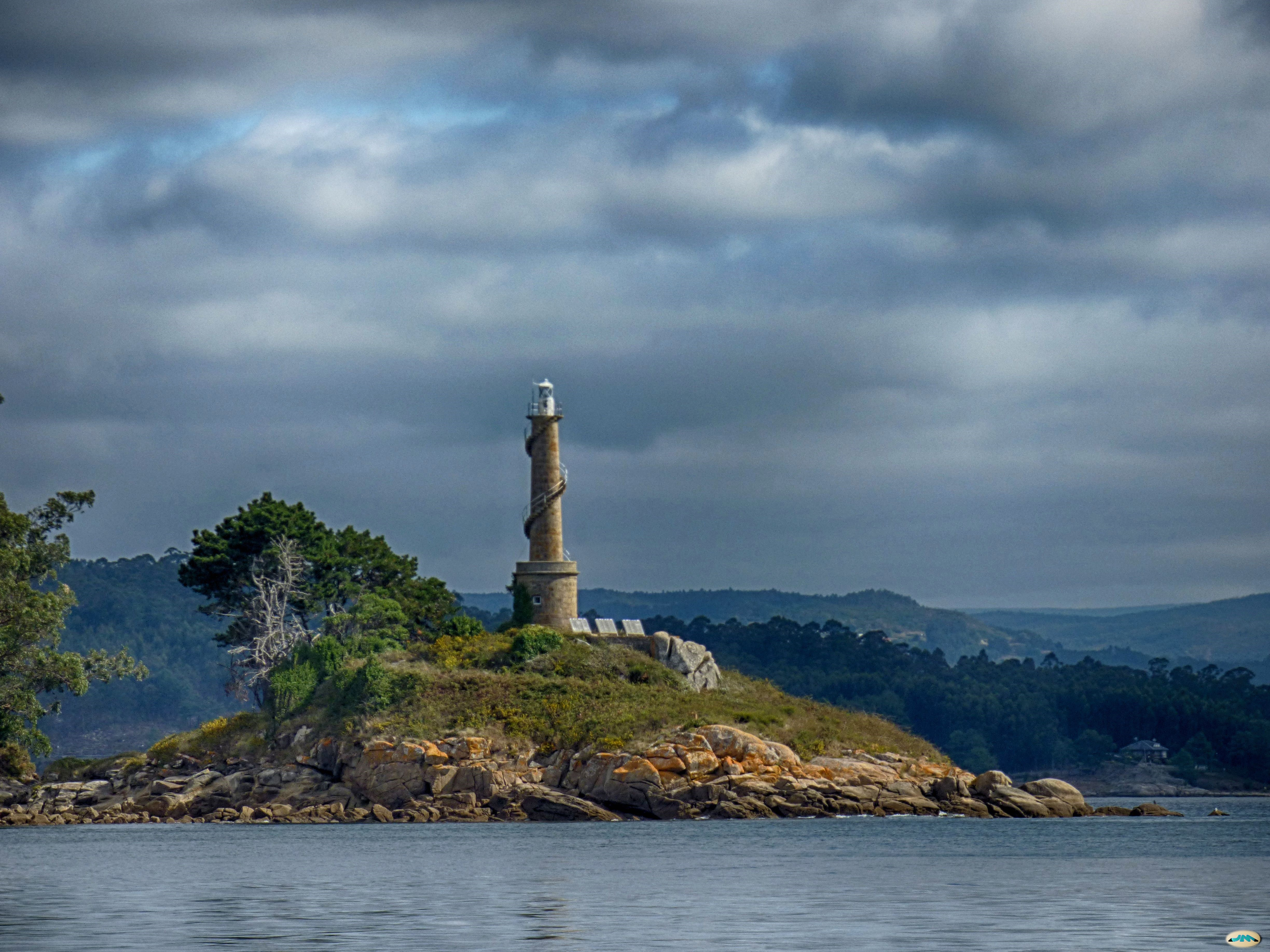
Phare de l'île de Tambo

On trouve sur l'île une ancienne poudrière de la marine, un ancien lazaret et une chapelle. Il n'y a aucun bâtiment habité.
L'île possède deux plages qui ne sont accessibles que par bateau privé. À son extrémité nord-est se trouve la plage Area da Illa, la plus grande et la plus fréquentée. L'autre plage, plus petite, est celle d'Adreira. Elle est située sur le côté est de l'île. C'est une crique abritée de sable blanc, bordée de rochers et d'une luxuriante forêt de pins.
L'île est visible depuis une grande partie du Paseo Marítimo de Pontevedra, le front de mer de la ville de Pontevedra.

## Histoire
Parmi les différents vestiges préhistoriques de l'île, on trouve un castro qui occupe toute la partie centrale de l'île et qui est classé par la Direction générale du patrimoine sous le code GA36041043.
Une chapelle a été construite au VIe siècle, fondée par Martín de Dumio. Fructueux de Braga en fit un monastère, lié au monastère Saint-Jean de Poio. Il est ensuite devenu un prieuré, sous le patronage de Santa María de Gracia.
Au XIIe siècle, l'île de Tambo appartenait à la reine Urraca et fut donnée au monastère Saint-Jean de Poio. Les habitants de Combarro ont utilisé l'île pendant des siècles, où ils travaillaient leurs terres et célébraient des pèlerinages. En 1589, la chapelle a été pillée par le corsaire Francis Drake, qui a jeté la statue de Santa María de Gracia à la mer.
En 1846, avec le désamortissement espagnol, elle a cessé d'appartenir aux moines de Poyo et quelques années plus tard, elle a été achetée par le ministre de la Justice, Eugenio Montero Ríos. Au cours du même siècle, un lazaret a été construit sur l'île, qui a été utilisé entre 1865 et 1879 pour mettre en quarantaine les marins arrivant au port de Marín-Pontevedra. En raison des protestations des citoyens de Pontevedra, l'infirmerie a été déplacée sur l'île de San Simón, dans la ria de Vigo, et en 1889 l'île est devenue un pénitencier militaire,.
Avec la création de l'école navale militaire de Marín en 1943, l'île a été militarisée et a servi d'arsenal. C'est cette année-là que les héritiers de Montero Ríos ont vendu l'île à la Marine. Jusqu'en 2005, les héritiers ont continué à être inscrits comme propriétaires d'un cinquième de l'île.
L'île eut un usage militaire jusqu'en 2002. La Marine a cessé de classer l'île comme une enclave stratégique cette année-là, ce qui a suscité l'espoir qu'elle pourrait être cédée à la Xunta de Galicia et incorporée au Parc national des Îles Atlantiques de Galice. Pour cela il faudrait d'abord qu'elle soit déclarée parc naturel. Cependant, l'île reste sous juridiction militaire.
Le 14 avril 2013, un groupe de résidents de Combarro a fait une déclaration symbolique d'indépendance de l'île en guise de protestation contre l'état d'abandon qu'elle a subi après la démilitarisation. En octobre 2018, après une période de fermeture de l'île qui a duré deux ans, l'École navale a recommencé à autoriser les visites organisées sur l'île.
L'île ne constitue plus une enclave militaire depuis le 1er mars 2022, ce qui l'ouvre à la population civile,.

## Voir également